# Paricatuba
Paricatuba é um distrito brasileiro pertencente ao município de Iranduba, localizado no estado do Amazonas. Sua população, estimada pelo Instituto Brasileiro de Geografia e Estatística (IBGE) em 2010, era de 1 048 habitantes. Está situada a 12 quilômetros de Manaus, capital do estado.

## História
No passado, Paricatuba teve uma luxuosa hospedaria para os padrões da época. O prédio foi construído com material oriundo da Europa. Contudo, atualmente o local está em ruínas, o que justifica a denominação popular de "as ruínas de Paricatuba". A vegetação nativa tomou conta do local, de forma que tornou o lugar num cenário bastante intrigante e inspirador. Por isso, tem sido usado por fotógrafos para ensaios, que buscam uma fotografia mais criativa e artística.